# Von den Elben
 (octobre 2021).
Si vous disposez d'ouvrages ou d'articles de référence ou si vous connaissez des sites web de qualité traitant du thème abordé ici, merci de compléter l'article en donnant les références utiles à sa vérifiabilité et en les liant à la section « Notes et références ».
Von den Elben est le septième album du groupe allemand Faun, sorti en 2013. 
L'album comprend des duos avec deux autres groupes allemands: Santiano et Subway to Sally.
Il a atteint la place n°5 en Suisse en 2013 et n°9 en Autriche.

## Pistes
| No  | Titre                               | Durée |
| --- | ----------------------------------- | ----- |
| 1.  | Mit Dem Wind                        | 3:52  |
| 2.  | Diese Kalte Nacht                   | 3:03  |
| 3.  | Von Den Elben                       | 4:07  |
| 4.  | Tanz Mit Mir (feat. Santiano)       | 3:02  |
| 5.  | Schrei Es In Die Winde              | 4:03  |
| 6.  | Wilde Rose                          | 3:25  |
| 7.  | Wenn Wir Uns Wiedersehen            | 3:18  |
| 8.  | Bring Mich Nach Haus                | 3:23  |
| 9.  | Welche Sprache Spricht Dein Herz    | 3:26  |
| 10. | Andro II                            | 4:58  |
| 11. | Minne Duett (feat. Subway to Sally) | 3:39  |
| 12. | Thymian & Rosmarin                  | 3:47  |
| 13. | Warte Auf Mich                      | 3:17  |